# Ceropegia abyssinica
Ceropegia abyssinica är en oleanderväxtart som beskrevs av Joseph Decaisne. Ceropegia abyssinica ingår i släktet Ceropegia och familjen oleanderväxter. Inga underarter finns listade i Catalogue of Life.